# Вандюзер (Міссурі)
Вандюзер (англ. Vanduser) — селище (англ. village) в США, в окрузі Скотт штату Міссурі. Населення — 183 особи (2020).

## Географія
Вандюзер розташований за координатами 36°59′28″ пн. ш. 89°41′11″ зх. д. / 36.99111° пн. ш. 89.68639° зх. д. (36.991037, -89.686519).  За даними Бюро перепису населення США в 2010 році селище мало площу 0,33 км², уся площа — суходіл.

## Демографія
Згідно з переписом 2010 року, у селищі мешкало 267 осіб у 94 домогосподарствах у складі 59 родин. Густота населення становила 802 особи/км².  Було 102 помешкання (307/км²).
Расовий склад населення:
| - 91,0 % — білих - 3,0 % — чорних або афроамериканців - 0,4 % — корінних американців - 2,2 % — осіб інших рас |

До двох чи більше рас належало 3,4 %. Частка іспаномовних становила 3,4 % від усіх жителів.
За віковим діапазоном населення розподілялося таким чином: 33,0 % — особи молодші 18 років, 52,0 % — особи у віці 18—64 років, 15,0 % — особи у віці 65 років та старші. Медіана віку мешканця становила 37,1 року. На 100 осіб жіночої статі у селищі припадало 115,3 чоловіків;  на 100 жінок у віці від 18 років та старших — 98,9 чоловіків також старших 18 років.
Середній дохід на одне домашнє господарство  становив 36 708 доларів США (медіана — 35 625), а середній дохід на одну сім'ю — 45 379 доларів (медіана — 42 292). За межею бідності перебувало 24,2 % осіб, у тому числі 18,2 % дітей у віці до 18 років та 13,3 % осіб у віці 65 років та старших.
Цивільне працевлаштоване населення становило 60 осіб. Основні галузі зайнятості: освіта, охорона здоров'я та соціальна допомога — 26,7 %, публічна адміністрація — 16,7 %, сільське господарство, лісництво, риболовля — 16,7 %.